# Fairfield Bay
Fairfield Bay è un comune degli Stati Uniti d'America, situato in Arkansas, diviso tra la contea di Van Buren e la contea di Cleburne.